# ノールズ子爵
ノウルズ子爵（英: Viscount Knollys、[noʊlz]）は、イギリスの子爵、貴族、連合王国貴族爵位。エドワード7世の国王秘書官フランシス・ノウルズが叙されたことに始まる。

## 歴史
エドワード7世とジョージ5世の国王秘書官を務めたフランシス・ノウルズ(1837-1924)は、1902年に連合王国貴族としてオックスフォード州カヴェシャムのノウルズ男爵(Baron Knollys, of Caversham in the County of Oxford)、ついで1911年にはオックスフォード州カヴェシャムのノウルズ子爵(Viscount Knollys, of Caversham in the County of Oxford)に叙された。彼ののちはその長男が爵位を襲った。
2代子爵エドワード(1895-1966)は、1941年から1943年にかけてバーミューダの総督職を務めた。　
その息子の3代子爵デイヴィッド(1931-)が2020年現在のノウルズ子爵家現当主である。
一族の邸宅は、ノーフォーク州ノリッジ近郊のブレマートン・グレンジ。

### バンベリー伯爵の継承をめぐって
ノウルズ子爵家は中世以来の名門ノウルズ家の流れを汲み、イングランド貴族の初代バンベリー伯爵ウィリアム・ノウルズの男系子孫とされている。ただし、初代伯の二人の息子（2代伯エドワード(1627-1645)、3代伯ニコラス(1631-1674)）は、40歳年下の後妻との間にもうけた計算になり、当時から兄弟は伯爵の子ではないのではないかと囁かれていた。1660年、貴族院に出席した3代伯に登院資格があるのかが問題となり、翌年の議会では召集されなかった。時代が下った1806年、初代子爵フランシス・ノウルズの祖父にあたるウィリアム・ノウルズがバンベリー伯爵位の爵位回復を求めて貴族院に請願したが、1813年に却下されている。

## 現当主の保有爵位
現当主である第3代ノウルズ子爵デイヴィッド・フランシス・ダドリー・ノウルズは以下の爵位を保有している。
- 第3代オックスフォード州カヴェシャムのノウルズ子爵(3rd Viscount Knollys, of Caversham in the County of Oxford)
(1911年7月4日の勅許状による連合王国貴族爵位)
- 第3代オックスフォード州カヴェシャムのノウルズ男爵(3rd Baron Knollys, of Caversham in the County of Oxford)
(1902年7月21日の勅許状による連合王国貴族爵位)

## ノウルズ子爵 (1911年)
- 初代ノウルズ子爵フランシス・ノウルズ(1837–1924)
- 第2代ノウルズ子爵エドワード・ジョージ・ウィリアム・ティルウィット・ノウルズ (1895–1966)
- 第3代ノウルズ子爵デイヴィッド・フランシス・ダドリー・ノウルズ(1931-)

爵位の法定推定相続人は、現当主の息子であるパトリック・ノウルズ閣下(1962-)。

### 註釈
1. ↑  イングランド貴族爵位であるバンベリー伯爵とその従属爵位は存在性に疑問があるため、この項目には記載しない。